# Mormonia poderosa
Mormonia poderosa är en fjärilsart som beskrevs av Augustus Radcliffe Grote 1866. Mormonia poderosa ingår i släktet Mormonia och familjen nattflyn. Inga underarter finns listade i Catalogue of Life.